# Nahuel Huapi
Nahuel Huapi (în spaniolă: Lago Nahuel Huapí) este un lac din regiunea lacurilor din nordul Patagoniei, între provinciile Río Negro și Neuquén, în Argentina. Centrul turistic din Bariloche se află pe malul sudic al lacului.
Erupția din iunie 2011 a complexului vulcanic Puyehue-Cordón Caulle, în Chile, a făcut ca părțile de pe suprafața lacului să fie acoperite cu cenușă vulcanică.
În timpul Ultimului Maxim Glaciar al glaciației Llanquihue, bazinul lacului a fost ocupat în întregime de un ghețar.